# Francisco Pelló Hernandis
Francisco Pelló Hernandis (Carlet, 12 d'agost de 1935 - Rosario, Argentina, 12 de maig de 2021) va ser un pintor, escultor i escenògraf valencià naturalitzat a l'Argentina.
Fill i net de pintors, es formà a València en l'obrador patern, als tallers artesanals de ventalls de Burjassot i en els de construcció de monuments fallers. El 1949 emigrà amb son pare a Rosario (Argentina), on ja havia residit la seua família des que el seu avi s'hi havia traslladat el 1908. El 1951, a l'edat de setze anys, li va ser concedida la medalla de plata al certamen de pintura d'Amigos del Arte de Rosario; el 1954, amb dinou anys, estigué al front del departament d'art de la municipalitat, i el 1957, amb vint-i-dos, rebé l'encàrrec de pintar els retrats dels generals San Martín i Belgrano per a la inauguració del monument nacional a la bandera. Des de llavors, ha estat l'autor d'un bon nombre de monuments públics en algunes ciutats argentines, entre els quals hi ha, a Rosario, el primer que s'erigí en homenatge a Eva Perón, una escultura de bronze de 2,45 metres d'alçada. Va treballar també en arts gràfiques, publicitat i comunicació social, escenografia teatral i restauració d'escultura i pintura, i va col·laborar com a docent d'aquestes matèries en diversos centres universitaris i artístics. Entre altres càrrecs, va ser vicepresident i director d'investigacions del Centre d'Estudis d'Història de l'Art i l'Arquitectura de la província de Santa Fe, delegat provincial davant la Comissió Nacional de Museus, Monuments i Llocs Històrics, i president de la Societat Argentina d'Artistes Plàstics.

## Obres destacades
- Monument a la Cooperació Internacional. Rosario
- Monument als pilots de la Força Aèria morts en acció. Río Gallegos, província de Santa Cruz
- Monument als herois de la guerra de les Malvines. El Palomar, província de Buenos Aires
- Monument a Eva Perón. Rosario

## Premis i reconeixements
- Medalla de Plata del certamen de pintura d'Amigos del Arte, Rosario, 1951
- Premi Nacional d'Excel·lència Humana, 1999
- Premi «El ceibo de la amistad rioplatense» del Rotary International, Montevideo, 2000
- «Artista distingit de la ciutat de Rosario» del Consell Municipal de la Ciudad, 2005